# Lijst van burgemeesters van Wessem
Dit is een lijst van burgemeesters van de voormalige Nederlandse gemeente Wessem van 1800 tot die gemeente op 1 januari 1991 opging in de gemeente Heel.
| Ambtsperiode | Naam burgemeester            | Partij of stroming | Bijzonderheden                                                            |
| ------------ | ---------------------------- | ------------------ | ------------------------------------------------------------------------- |
| 1800 - 1807  | Willem Joosten               |                    | vanaf 1797 al 'agent municipal', later maire                              |
| 1807 - 1817  | Jacob Griffin                |                    | eerst maire                                                               |
| 1817 - 1830  | Renier Dencken               |                    | ook schout geweest                                                        |
| 1830 - 1836  | Joseph Bidlot                |                    |                                                                           |
| 1836 - 1842  | Jan Baptist Corbeij          |                    |                                                                           |
| 1842 - 1852  | Philip Joseph Bidlot         |                    |                                                                           |
| 1853 - 1859  | Pieter Hennissen             |                    |                                                                           |
| 1860 - 1867  | Frans Welters                |                    |                                                                           |
| 1867 - 1873  | Jan Renier Severijns         |                    | tevens burgemeester van Heel en Panheel (1851-1881)                       |
| 1873 - 1892  | Jan (J.R.L.) Corbeij         |                    |                                                                           |
| 1892 - 1899  | Godfried (G.Chr.G.J.M.) Loix |                    |                                                                           |
| 1899 - 1906  | Gerard (G.) Joosten          |                    |                                                                           |
| 1907 - 1924  | Mathias (M.J.A.H.) Tijssen   |                    |                                                                           |
| 1925 - 1937  | Jan (J.P.H.) Joosten         |                    | later burgemeester van Maasniel (1937-1941 en 1945-1951)                  |
| 1937 - 1941  | Jan (J.M.Th.H.) Tijssen      |                    | tevens waarnemend burgemeester van Thorn (1940-1941)                      |
| 1942 - 1943  | Paul (P.H.J.) Spiertz        |                    | waarnemend, tevens burgemeester van Thorn (1941-1955)                     |
| 1943 - 1945  | J.H.H. Hermans               |                    |                                                                           |
| 1945 - 1949  | P.W.J. Vonck                 |                    |                                                                           |
| 1949 - 1958  | Sjra (G.J.H.) Frencken       |                    | later burgemeester van Voerendaal                                         |
| 1958 - 1969  | Alphons (A.M.M.) Kerckhoffs  | KVP                | later burgemeester van Valkenburg-Houthem                                 |
| 1969 - 1991  | Louis (L.W.M.) Douven        | KVP / CDA          | tot 16 januari 1970 waarnemend; tevens burgemeester van Linne (1967-1991) |